# Mark De Man
Mark De Man (ur. 27 kwietnia 1983 w Leuven) – belgijski piłkarz występujący na pozycji obrońcy lub pomocnika.

## Kariera klubowa
De Man profesjonalną karierę rozpoczynał w Anderlechcie. W Eerste Klasse zadebiutował 3 maja 2003 w wygranym 4:0 meczu z Germinalem Beerschot. Wraz z Anderlechtem dwukrotnie zdobył mistrzostwo Belgii (2006, 2007), a także raz Puchar Belgii (2008).
W połowie 2008 roku odszedł do holenderskiej Rody JC Kerkrade. W Eredivisie pierwsze spotkanie rozegrał 30 sierpnia 2008 przeciwko FC Twente (1:1). Nie zdołał jednak przebić się do wyjściowej jedenastki Rody. W styczniu 2009 odszedł do belgijskiego Germinalu Beerschot. W meczu ligowym zadebiutował tam 18 stycznia 2009 przeciwko KRC Genk (4:1).
W 2011 roku został wypożyczony do drugoligowego OH Leuven, z którym wywalczył awans do pierwszej ligi. Latem 2011 odszedł do trzecioligowego KSK Hasselt. Następnie występował w drużynach Excelsior Veldwezelt (IV liga) oraz Stade Bierbeek (V liga). W 2014 roku zakończył karierę.
| Sezon   | Klub               | Kraj     | Rozgrywki     | Mecze | Bramki |
| ------- | ------------------ | -------- | ------------- | ----- | ------ |
| 2002/03 | RSC Anderlecht     | Belgia   | Eerste Klasse | 1     | 0      |
| 2003/04 | RSC Anderlecht     | Belgia   | Eerste Klasse | 0     | 0      |
| 2004/05 | RSC Anderlecht     | Belgia   | Eerste Klasse | 11    | 0      |
| 2005/06 | RSC Anderlecht     | Belgia   | Eerste Klasse | 28    | 0      |
| 2006/07 | RSC Anderlecht     | Belgia   | Eerste Klasse | 23    | 0      |
| 2007/08 | RSC Anderlecht     | Belgia   | Eerste Klasse | 20    | 0      |
| 2008/09 | Roda JC Kerkrade   | Holandia | Eredivisie    | 8     | 0      |
| 2008/09 | Germinal Beerschot | Belgia   | Eerste Klasse | 2     | 0      |
| 2009/10 | Germinal Beerschot | Belgia   | Eerste Klasse | 12    | 0      |
| 2010/11 | Germinal Beerschot | Belgia   | Eerste Klasse | 2     | 0      |
| 2010/11 | OH Leuven          | Belgia   | Tweede Klasse | 8     | 0      |
| 2011/12 | KSK Hasselt        | Belgia   | Derde Klasse  | 7     | 0      |

## Kariera reprezentacyjna
W reprezentacji Belgii zadebiutował 24 marca 2007 w przegranym 0:4 meczu el. do ME 2008 z Portugalią. W latach 2007–2008 w drużynie narodowej zagrał cztery razy.